# Canaglia
Canaglia è una frazione del comune di Sassari situata nel territorio della Nurra, nella Sardegna nord occidentale, ad un'altitudine di 125 m s.l.m.
Contava 14 abitanti nel 1991  ed è situata sulla SP 4, in prossimità delle frazioni di Biancareddu e La Pedraia, a circa 37 chilometri da Sassari. Vi è ubicata la chiesa parrocchiale di Santa Barbara.